# Campionati europei juniores di atletica leggera 1979
Il V Campionato europeo juniores di atletica leggera si è disputato a Bydgoszcz, in Polonia, dal 16 al 19 agosto 1979.

## Risultati
I risultati del campionato sono stati:

### Uomini
| Specialità             | Oro                                                                         | Prestazione | Argento                                                                            | Prestazione | Bronzo                                                                       | Prestazione |
| Corse piane            |                                                                             |             |                                                                                    |             |                                                                              |             |
| 100 metri              | Thomas Schröder Germania Est                                                | 10"41       | Werner Zaske Germania Ovest                                                        | 10"43       | Mike McFarlane Regno Unito                                                   | 10"43       |
| 200 metri              | Mike McFarlane Regno Unito                                                  | 20"89       | Thomas Schröder Germania Est                                                       | 21"11       | Francesco Tiziani Italia                                                     | 21"17       |
| 400 metri              | Hartmut Weber Germania Ovest                                                | 45"77       | Andreas Knebel Germania Est                                                        | 46"45       | Melvin Fowell Regno Unito                                                    | 46"63       |
| 800 metri              | Klaus-Peter Nabein Germania Ovest                                           | 1'48"18     | Andreas Hauck Germania Est                                                         | 1'48"85     | Dieter Elmer Svizzera                                                        | 1'48"98     |
| 1.500 metri            | Graham Williamson Regno Unito                                               | 3'38"96     | Leonid Bruk Unione Sovietica                                                       | 3'39"95     | Peter Wirz Svizzera                                                          | 3'42"66     |
| 3.000 metri            | Steve Cram Regno Unito                                                      | 8'05"18     | Jürgen Mattern Germania Est                                                        | 8'05"48     | [[Aleksandr Kuznecov (atleta)\|Aleksandr Kuznetsov]] Unione Sovietica        | 8'07"77     |
| 5.000 metri            | Steve Binns Regno Unito                                                     | 13'44"37    | Eddy De Pauw Belgio                                                                | 13'52"19    | António Leitão Portogallo                                                    | 13'54"83    |
| Corse a ostacoli       |                                                                             |             |                                                                                    |             |                                                                              |             |
| 110 metri ostacoli     | Frank Rossland Germania Est                                                 | 14"09       | György Bakos Ungheria                                                              | 14"23       | Georgiy Shabanov Unione Sovietica                                            | 14"24       |
| 400 metri ostacoli     | Georgios Vamvakas Grecia                                                    | 50"67       | Sergey Chizhikov Unione Sovietica                                                  | 51"31       | Serge Guillen Francia                                                        | 51"44       |
| 2000 metri siepi       | Gaetano Erba Italia                                                         | 5'27"44     | Colin Reitz Regno Unito                                                            | 5'29"61     | Michael Längler Germania Ovest                                               | 5'32"48     |
| Corse su strada        |                                                                             |             |                                                                                    |             |                                                                              |             |
| 10 km marcia           | Jozef Pribilinec Cecoslovacchia                                             | 41'04"71    | Erling Andersen Norvegia                                                           | 41'12"80    | Jörg Pasemann Germania Est                                                   | 42'31"04    |
| Staffette              |                                                                             |             |                                                                                    |             |                                                                              |             |
| Staffetta 4x100 m      | Germania Ovest Hans Fritzsche Dieter Daniels Herbert Mutschler Werner Zaske | 39"86       | Regno Unito Philip Cooke Michael Powell Phil Brown Mike McFarlane                  | 40"06       | Italia Alessandro Angelini Francesco Tiziani Ermanno Colombo Carlo Simionato | 40"21       |
| Staffetta 4x400 m      | Germania Ovest Thomas Giessing Edgar Nakladal Uwe Schmitt Hartmut Weber     | 3'06"73     | Unione Sovietica Valeriy Lagutyenok Sergey Melnikov Fedor Vakhitov Pavel Konovalov | 3'06"76     | Germania Est Frank Hübner Enrico Becker Andreas Neuber Andreas Knebel        | 3'07"35     |
| Salti                  |                                                                             |             |                                                                                    |             |                                                                              |             |
| Salto in alto          | Dietmar Mögenburg Germania Ovest                                            | 2,24 m      | Roberto Cerri Italia                                                               | 2,24 m      | Harald Ehlke Germania Ovest                                                  | 2,18 m      |
| Salto con l'asta       | Vladimir Polyakov Unione Sovietica                                          | 5,40 m      | Aleksandr Krupskiy Unione Sovietica                                                | 5,40 m      | Thierry Vigneron Francia                                                     | 5,40 m      |
| Salto in lungo         | Andrzej Klimaszewski Polonia                                                | 7,83 m      | Michael Rentz Germania Est                                                         | 7,72 m      | Waldemar Golanko Polonia                                                     | 7,58 m      |
| Salto triplo           | Aleksandr Beskrovnyi Unione Sovietica                                       | 16,47 m     | Viktor Gerassimenya Unione Sovietica                                               | 16,45 m     | Mihai Ene Romania                                                            | 16,15 m     |
| Lanci                  |                                                                             |             |                                                                                    |             |                                                                              |             |
| Getto del peso         | Remigius Machura Cecoslovacchia                                             | 18,34 m     | Andreas Horn Germania Est                                                          | 18,30 m     | Sergey Kasnauskas Unione Sovietica                                           | 18,03 m     |
| Lancio del disco       | Jürgen Schult Germania Est                                                  | 56,18 m     | Sergey Kot Unione Sovietica                                                        | 55,44 m     | Ryszard Idziak Polonia                                                       | 54,94 m     |
| Lancio del martello    | Igor Nikulin Unione Sovietica                                               | 71,56 m     | Yuriy Pastukhov Unione Sovietica                                                   | 67,18 m     | Klaus Streckenbach Germania Est                                              | 66,24 m     |
| Lancio del giavellotto | Joachim Lange Germania Est                                                  | 78,78 m     | Yuriy Zhirov Unione Sovietica                                                      | 76,92 m     | Mitko Pavlov Bulgaria                                                        | 72,66 m     |
| Prove multiple         |                                                                             |             |                                                                                    |             |                                                                              |             |
| Decathlon              | Siegfried Wentz Germania Ovest                                              | 7822 p.     | Dietmar Jentsch Germania Est                                                       | 7718 p.     | Peter Hummel Germania Est                                                    | 7506 p.     |

### Donne
| Specialità             | Oro                                                                          | Prestazione | Argento                                                                             | Prestazione | Bronzo                                                                               | Prestazione |
| Corse piane            |                                                                              |             |                                                                                     |             |                                                                                      |             |
| 100 metri              | Kerstin Walther Germania Est                                                 | 11"57       | Kirsten Siemon Germania Est                                                         | 11"57       | Elke Vollmer Germania Ovest                                                          | 11"61       |
| 200 metri              | Kerstin Walther Germania Est                                                 | 23"11       | Karin Verguts Belgio                                                                | 23"41       | Natalya Bochina Unione SovieticaElke Vollmer Germania Ovest                          | 23"45       |
| 400 metri              | Dagmar Rübsam Germania Est                                                   | 51"55       | Liliya Tuznikova Unione Sovietica                                                   | 51"68       | Marion Heilmann Germania Est                                                         | 52"08       |
| 800 metri              | Marion Hübner Germania Est                                                   | 2'01"21     | Birgit Brudel Germania Est                                                          | 2'01"90     | Rossitsa Ekova Bulgaria                                                              | 2'02"72     |
| 1.500 metri            | Irina Nikitina Unione Sovietica                                              | 4'10"50     | Gunvor Hilde Norvegia                                                               | 4'11"84     | Cristieana Cojocaru Romania                                                          | 4'12"14     |
| Corse a ostacoli       |                                                                              |             |                                                                                     |             |                                                                                      |             |
| 100 metri ostacoli     | Lena Spoof Finlandia                                                         | 13"24       | Silva Oja Unione Sovietica                                                          | 13"57       | Edith Oker Germania Ovest                                                            | 13"70       |
| Staffette              |                                                                              |             |                                                                                     |             |                                                                                      |             |
| Staffetta 4x100 m      | Germania Est Cornelia Kirsten Kerstin Walther Undine Hartmann Kirsten Siemon | 43"95       | Unione Sovietica Yelena Malakhova Galina Mikheyeva Alla Kozlovskaya Natalya Bochina | 44"59       | Germania Ovest Edith Oker Elke Vollmer Anke Köninger Friedericke Vombohr             | 44"84       |
| Staffetta 4x400 m      | Germania Est Kerstin Cattus Marion Hübner Marion Heilmann Dagmar Rübsam      | 3'31"68     | Germania Ovest Petra Krützmann Anke Zelgert Friedericke Vombohr Rita Daimer         | 3'35"39     | Unione Sovietica Lyubov Kiryukhina Aldona Mendzoryte Marina Ivanova Liliya Tuznikova | 3'35"47     |
| Salti                  |                                                                              |             |                                                                                     |             |                                                                                      |             |
| Salto in alto          | Kerstin Dedner Germania Est                                                  | 1,87 m      | Katrin Buck Germania Ovest                                                          | 1,87 m      | Barbara Simmonds Regno Unito                                                         | 1,84 m      |
| Salto in lungo         | Helga Radtke Germania Est                                                    | 6,47 m      | Sabine Everts Germania Ovest                                                        | 6,46 m      | Sue Hearnshaw Regno Unito                                                            | 6,46 m      |
| Lanci                  |                                                                              |             |                                                                                     |             |                                                                                      |             |
| Getto del peso         | Liane Schmuhl Germania Est                                                   | 18,33 m     | Simone Rudrich Germania Est                                                         | 17,12 m     | Yelena Kozlova Unione Sovietica                                                      | 16,59 m     |
| Lancio del disco       | Irina Meszynski Germania Est                                                 | 60,30 m     | Silvia Madetzky Germania Est                                                        | 56,88 m     | Tsvetanka Khristova Bulgaria                                                         | 54,76 m     |
| Lancio del giavellotto | Fatima Whitbread Regno Unito                                                 | 58,20 m     | Katrin Strobel Germania Est                                                         | 58,02 m     | Antoaneta Todorova Bulgaria                                                          | 57,76 m     |
| Prove multiple         |                                                                              |             |                                                                                     |             |                                                                                      |             |
| Pentathlon             | Sabine Everts Germania Ovest                                                 | 4594 p.     | Silva Oja Unione Sovietica                                                          | 4424 p.     | Anke Vater Germania Est                                                              | 4322 p.     |

## Medagliere
Legenda
     Paese ospitante
| Posizione | Paese            | Oro | Argento | Bronzo | Totale |
| --------- | ---------------- | --- | ------- | ------ | ------ |
| 1         | Germania Est     | 14  | 11      | 7      | 32     |
| 2         | Germania Ovest   | 7   | 4       | 5      | 16     |
| 3         | Regno Unito      | 5   | 2       | 4      | 11     |
| 4         | Unione Sovietica | 4   | 12      | 6      | 22     |
| 5         | Cecoslovacchia   | 2   | 0       | 0      | 2      |
| 6         | Italia           | 1   | 1       | 2      | 4      |
| 7         | Polonia          | 1   | 0       | 2      | 3      |
| 8         | Finlandia        | 1   | 0       | 0      | 1      |
| 8         | Grecia           | 1   | 0       | 0      | 1      |
| 10        | Belgio           | 0   | 2       | 0      | 2      |
| 10        | Norvegia         | 0   | 2       | 0      | 2      |
| 12        | Ungheria         | 0   | 1       | 0      | 1      |
| 13        | Bulgaria         | 0   | 0       | 4      | 4      |
| 14        | Romania          | 0   | 0       | 2      | 2      |
| 14        | Svizzera         | 0   | 0       | 2      | 2      |
| 16        | Portogallo       | 0   | 0       | 1      | 1      |
| Totale    | Totale           | 36  | 36      | 37     | 109    |